# Onderkoning
Een onderkoning (ook wel vicekoning) is een regent die over een deel van een rijk regeert, bijvoorbeeld een kolonie, stad of provincie, in de naam van zijn of haar monarch. Het territorium van een onderkoning kan ook wel een onderkoninkrijk genoemd worden. De vrouwelijke vorm is onderkoningin.
Het woord bestaat als titel, maar wordt ook gehanteerd als bijnaam voor iemand die vertrouweling is van een hooggeplaatst persoon, of iemand die informeel of achter de schermen veel macht heeft.

## Enkele onderkoningen
De koningen van het vroegmoderne Spanje hadden verschillende onderkoningen om de verschillende delen van hun land te regeren. Tot de 18e eeuw waren er onderkoningen van Aragon, Valencia, Catalonië, Sardinië, Sicilië, Napels en Portugal (1580-1640), terwijl er in de Nieuwe Wereld onderkoningen waren van Nieuw-Spanje en Peru. In 1717 werden onderkoningen van Nieuw-Granada en in 1776 van Río de la Plata aangesteld.
Van 1858 tot 1947 werd de gouverneur-generaal van Brits-Indië ook wel de onderkoning van Indië (Engels: "Viceroy of India") genoemd.

## Bijnaam
'Onderkoning van Nederland' is een bijnaam van de vicepresident van de Raad van State; de formele voorzitter is de koning der Nederlanden. 
In België werd Jacques van Ypersele de Strihou in de pers 'de onderkoning' genoemd, door zijn functie als kabinetschef van achtereenvolgens koning Boudewijn en koning Albert II. Bij de troonsbestijging van koning Filip werd hij opgevolgd door Frans van Daele. 